# Barabba Mixtape
Barabba Mixtape è il mixtape d'esordio del cantautore italiano Achille Lauro, pubblicato il 14 aprile 2012.

## Tracce
1. Intro – 1:20
2. Il giorno del ringraziamento (feat. Read QB) – 3:37
3. Barabba – 2:03
4. Tra gloria e paura (feat. Tribber Squad) – 3:30
5. Malato di vuoto (feat. Read QB) – 2:18
6. Perché l'ho voluto – 1:44
7. Morti dentro i cessi (Muggio) – 2:19
8. Vivo come fossi l'ultimo – 2:29
9. Regazzini – 2:29
10. Memento – 3:35
11. Scarpe coi tacchi (feat. Caputo) – 2:38
12. Febbre dell'oro – 2:50
13. Lacrimogeni (feat. Gogna, Caputo) – 2:50
14. Santana – 2:05
15. Tutorial (feat. Sedato) – 2:50
16. Skit Emos Beatbox – 0:45

Tracce presenti nell'edizione deluxe
1. Pantaloni verdi (feat. Rasty Kilo) – 3:53
2. Superquark – 3:08
3. Exodus 23.1 – 3:20
4. Armani (feat. Armani) – 4:31